# Aberdeen (Maryland)
Aberdeen ist eine Stadt in Harford County im Bundesstaat Maryland in den Vereinigten Staaten. Das U.S. Census Bureau hat bei der Volkszählung 2020 eine Einwohnerzahl von 16.254 ermittelt.

## Geographie
Die Stadt liegt 40 Kilometer nordöstlich von Baltimore und 80 Kilometer südwestlich von Philadelphia. In der Nähe führt der Interstate-95-Highway vorbei, der dort auch „John F. Kennedy Memorial Highway“ heißt. Der nahe Susquehanna River mündet in das nördliche Ende der Chesapeake Bay. Aberdeen nennt sich „All America City“.

## Geschichte
Aberdeen wurde im Jahre 1852 von Edmund Law Rogers gegründet, dessen Familie aus Aberdeen, Schottland stammte. Die Mehrzahl der Siedler kam aus Schottland.
Am 20. Oktober 1917 wurde der Aberdeen Proving Ground (Akronym: APG) eröffnet. Es ist die älteste Forschungs- und Entwicklungseinrichtung der United States Army. Auf dem Gelände sind knapp 3900 militärische und knapp 3000 zivile Angestellte beschäftigt. Dort befand sich bis zu seinem Umzug auch das United States Army Ordnance Museum.
Aufgrund der Nähe zum Wasser entwickelte sich in Aberdeen auch Fischereiwirtschaft, die sich insbesondere wegen der in der Chesapeake Bay vorkommenden Blaukrabben einen Namen gemacht hat.

## Demographie
Zum United States Census 2010 betrug die Einwohnerzahl von Aberdeen 14.959. Es gab 5.801 Haushalte, 3.699 Personen in Aberdeen waren unter 18 Jahre alt. Als Rasse gaben 8.815 Personen „Weiße“, 4.564 „Schwarz“ oder „Afro-Amerikanisch“ sowie 437 „Asiatisch“ an.

## Söhne und Töchter der Stadt
- Linwood Clark (1876–1965), Politiker
- Michael G. Rosenfeld (* 1944), Biochemiker und Molekularbiologe
- Michael Griffin (* 1949), Physiker
- John Riley (* 1954), Jazzschlagzeuger und Musikpädagoge
- Brian Belet (* 1955), Komponist und Musikpädagoge
- James Freis (* 1970), Rechtsanwalt
- Moor Mother (* um 1980), Dichterin, Musikerin, Aktivistin